# Egon (volcan)
L'Egon ou le Namang, en indonésien Gunung Egon ou Gunung Namang, est un volcan d'Indonésie situé sur l'île de Florès, dans les petites îles de la Sonde.

## Géographie
Son sommet culminant à 1 703 mètres d'altitude est couronné par un cratère de 350 mètres de diamètre et de 200 mètres de profondeur qui contient un lac temporaire. Ses pentes présentent d'autres lacs de cratère et son flanc méridional est flanqué d'un dôme de lave culminant à 1 671 mètres d'altitude.

## Histoire
L'activité volcanique de l'Egon est seulement connue avec certitude depuis 2004 avec quatre éruptions. Ces éruptions ont toutes entraîné des évacuations, notamment celle débutée le 29 janvier 2004 en raison d'un glissement de terrain,. Des fumerolles sont présentes sur les rebords du cratère sommital et sur la partie supérieure du flanc Sud du volcan.